# Матушково
Матушково (словац. Matúškovo) — село в окрузі  Ґаланта Трнавського краю Словаччини. Площа села 11,95 км². Станом на 31 грудня 2015 року в селі проживав 2121 житель.

## Історія
Перші згадки про село датуються 1138 роком.

## Населення
| Рік:            | 1994. | 2004.   | 2014.   | 2024.   |
| --------------- | ----- | ------- | ------- | ------- |
| Кількість осіб: | 1786  | 1938    | 2114    | 2248    |
| Різниця:        |       | +8,51 % | +9,08 % | +6,33 % |

| Рік:            | 2023. | 2024.   |
| --------------- | ----- | ------- |
| Кількість осіб: | 2254  | 2248    |
| Різниця:        |       | -0,26 % |